# MEA-huset

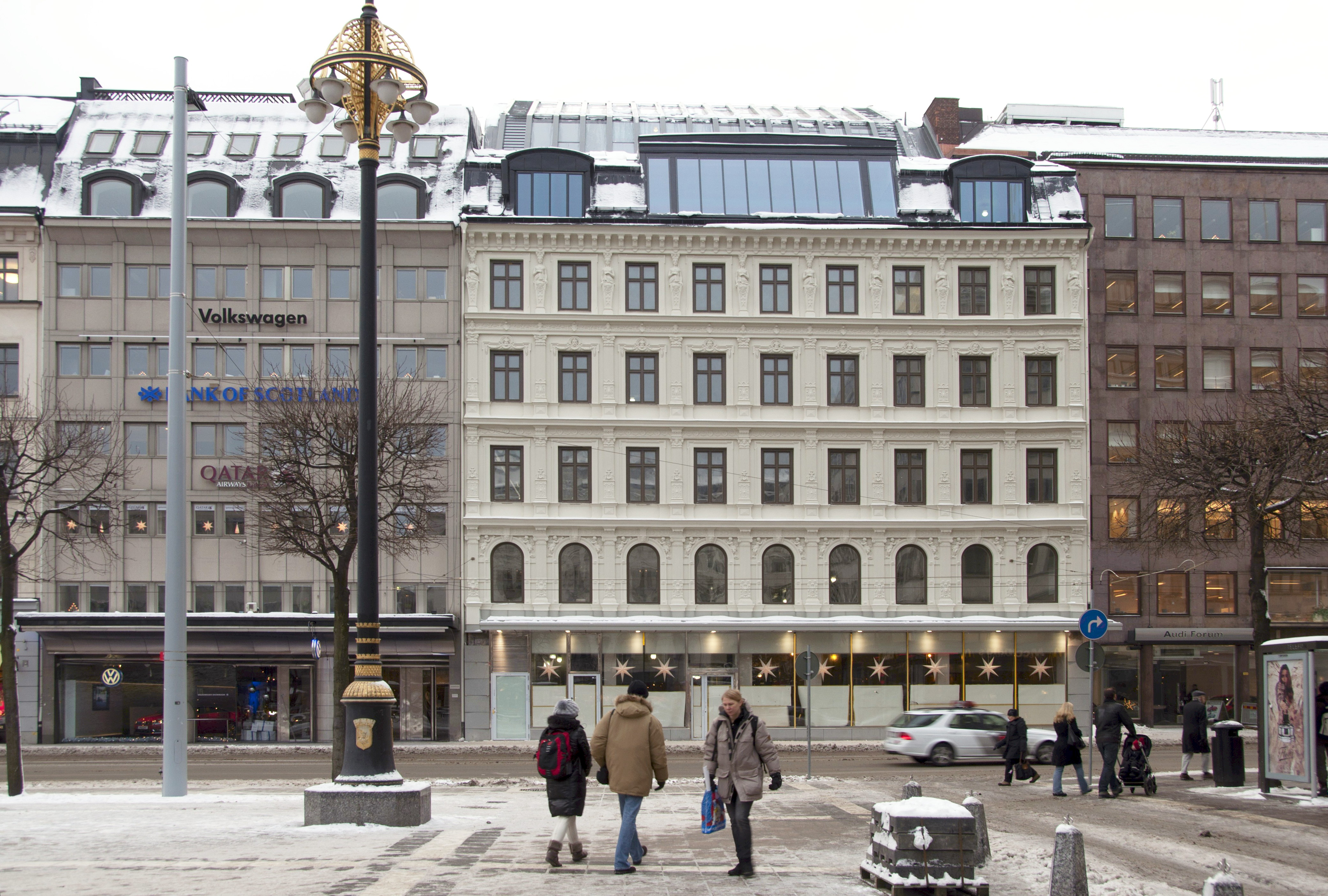
MEA-huset sett från Norrmalmstorg

MEA-huset är ett affärshus vid Hamngatan 15 vid Norrmalmstorg i centrala Stockholm.

## Historik
Huset restes ursprungligen 1881 enligt Oskar Eriksons ritningar i nyrenässansstil. Som byggherre stod Hasselbackskungen Wilhelm Davidson. Huset var ett i raden av tre som Davidson låtit resa och som ritats av Erikson i syfte att skapa ett enhetligt fondparti mot torget. (Idag är intrycket förlorat då Hamngatan 13 ersatts med en nyare byggnad.) Fastigheten, vars officiella benämning är Styrpinnen 19 inhyste i början av 1880-talet Militärekiperings AB (MEA) på den andra våningen. Företaget hade grundats 1883 av Sven Palme i syfte att förse militärer med billigare uniformer. Sortimentet kom snart att utökas och MEA köpte fastigheten och förvandlades till ett modevaruhus. Byggnaden genomgick under 1900-talet flera ombyggnader allt eftersom varuhuset tog nya utrymmen i anspråk. Bäckströmska huset mot Kungsträdgårdsgatan kom därigenom att bli en del av varuhuset. 1985 gick dock det anrika företaget i konkurs och därefter stängde man för gott.
Under 2000-talets sista år genomgick byggnadens 7 000 kvadratmetrar en omfattande renovering, och då de 2011 stod klara för inflyttning återstod bara gatufasaden av den ursprungliga byggnaden. Byggnaden är blåklassad av Stockholms stadsmuseum vilket innebär att bebyggelsen bedöms ha "synnerligen höga kulturhistoriska värden".